# Michael Creed (Radsportler)
Michael Creed (* 8. Januar 1981 in Twin Falls) ist ein ehemaliger amerikanischer Radrennfahrer.
Michael Creed begann seine Karriere 2002 beim Prime Alliance Cycling Team. In seinem zweiten Jahr wurde er amerikanischer U23-Landesmeister im Zeitfahren. 2006 wurde er zweifacher US-amerikanischer Meister auf der Bahn, im Punktefahren sowie in der Mannschaftsverfolgung, im Jahr darauf erneut in der Mannschaftsverfolgung.
Ende der Saison 2013 beendete Creed seine Karriere. Anschließend wurde er Sportlicher Leiter der Mannschaft SmartStop. Nachdem die Fahrer im Jahre 2015 nur zeitweilig ihr Gehalt bekommen hatten, wurde der Betrieb des Teams im Herbst 2015 eingestellt.

## Erfolge

### Straße
2003
- US-amerikanischer Meister – Einzelzeitfahren (U23)

### Bahn
2006
- US-amerikanischer Meister – Punktefahren
- US-amerikanischer Meister – Mannschaftsverfolgung (mit Michael Friedman, William Frischkorn und Brad Huff)

2007
- US-amerikanischer Meister – Mannschaftsverfolgung (mit Colby Pearce, Brad Huff und Michael Friedman)

## Teams
- 2002 Prime Alliance Cycling Team
- 2003 Prime Alliance Cycling Team
- 2004 US Postal
- 2005 Discovery Channel
- 2006 TIAA-CREF
- 2007 Slipstream-Chipotle
- 2008 Rock Racing
- 2009 Team Type 1 (ab 10. Mai)
- 2010 Team Type 1
- 2011 Kelly Benefit Strategies-OptumHealth
- 2012 Team Optum-Kelly Benefit Strategies
- 2013 Optum-Kelly Benefit Strategies